# 카를루스 에두아르두 카스트루 다 시우바
카를루스 에두아르두 "카두" 카스트루 다 시우바(Carlos Eduardo "Cadu" Castro da Silva, 1982년 4월 23일 ~ )은 브라질의 축구 선수이다. 포지션은 공격수이며 K리그 전북 현대 모터스에서 활약했었다. K리그 등록명은 카를로스이다.